# آنژیوماتوز
آنژیوماتوز (به انگلیسی: Angiomatosis) یک وضعیت غیر سرطانی یا غیر نئوپلاستیک میباشد، که در آن مویرگ ها با یک الگوی لوبولار تکثیر شده و بافت های مجاور اعم از عضله و چربی را جابجا می کند. در این وضعیت می توان تعداد زیادی آنژیوم را مشاهده نمود.

## پیش آگهی
پیش آگهی بستگی به اندازه و محل توده دارد. در صورت عدم درمان آنژیوماتوز، این بیماری ممکن است منجر به کوری و/ یا آسیب دائمی مغزی شود. در اثر عوارض کلیوی و یا مغزی مرگ ممکن است رخ دهد.